# Свици са Мртвог мора
„Свици са Мртвог мора“ или „Кумрански списи“ састоје се од око 900 докумената, укључујући и текстова из Хебрејске Библије, који су откривени између 1947. и 1956. у 11 пећина у околини Кумрана у близини древног насеља Кхирбет Кумран, на северозападној обали Мртвог мора.
Текстови су од великог историјског и религијског значења пошто садрже једине познате преживеле копије библијских докумената насталих око 100. п. н. е. те садрже доказе о значајној разноликости вере и праксе унутар касног Другог храма јудаизма. Написани су на хебрејском, арамејском и грчком језику, већином на пергаменту, али неки су написани и на папирусу. Ови списи већином датирају између 150. п. н. е. и 70. н. е. Свици су већином поистовјећени са древном јеврејском сектом званом есени, но неки новији научници сумњају у њихову повезаност са списима.
Свици са Мртвог мора су традиционално подељени на три групе: „библијски“ рукописи (копије текстова Хебрејске Библије), који творе око 40% идентификованих списа; „апокрифне“ или „псеудепигране“ рукописе (познати документи из раздобља Другог Храма попут Еноха, Јубилеја, Тобита, Сираха, неканонизованих псалма, итд., који нису постали службени део Библије), који творе око 30% идентификованих списа; и „сектаријанским“ рукописима (претходно непознатим документима који говоре о правилима и веровањима одређене групе или група унутар ширег јудаизма) као што је „Правило о заједници“, „Спис о рату“, „Песхер“ (хебрејски pesher פשר = „објашњење“) о Авакуму, и „Правило о благослову“, које чине око 30% идентификованих списа.
Пре 1968, већина познатих списа и фрагмената су били смијештени у Рокфелеровом музеју (претходно познатом као Палестински археолошки музеј) у Јерусалиму. Након Шестодневног рата, списи су премештени у Храм књига, код израелског музеја.
Објављивање списа је трајало деценијама, па је стога такво закашњење било предмет разних академских контроверзи. До 2007, две свеске се морају употпунити да би цела серија „Открића у јудејској пустињи“, имала укупно свезака. Осим у Израелу, неки се свици налазе у универзитету у Чикагу у склопу Оријенталног института, Пристонског теолошког семинара, универзитету Азуза Пацифик и у рукама приватних скупљача. Према Оксфордовом водичу за археологију, Кумрански списи, који укључују барем фрагменте од сваке књиге Старог завета, изузев Књиге о Естери, омогућавају стручњацима много старији попречни пресек традиције скрипте него онај који је био пре могућ. Око 35% библијских списа су готово идентични традиционалним хебрејским текстовима Старог завета с 10% традиционалним грчким и самаританским, док остатак излаже готово драматичну разлику и у језику и у садржају. У својем опсегу текстовних варијанти, кумрански списи су натерали научнике да размисле о устаљеним теоријама о развоју модерног библијског текста од само три рукописне породице: Мазоретски текст, хебрејски оригинал Септуагинта и Самаританска Тора. Постаје јасно да је свето писмо Старог завета било изразито течно све до библијске канонизације која се догодила око 100. н. е.

## Проналазак
У пролеће 1947. године на подручју Кумрана млади пастир је тражећи овце дошао до улаза у непознате пећине. Кад су му се очи привикле на мрак установио је да се пред њиме налазе брижно посложени ћупови. Иако тамо није наишао на никакво злато, открио је да се у ћуповима налазе стари списи препуни прашине.
Првих седам свитака које су пронашли пастири је убрзо завршило на Хебрејском универзитету у Јерусалиму, а усхићени научници са свих страна света дошли су у Кумран и почели истраживати остале околне пећине. Потрага је уродила плодом и омогућила очување десетака хиљада нових фрагмената међу којима су били делови Библије старији од свих до тада познатих на оригиналном хебрејском. У пећинама поред Мртвог мора пронађени су свици који су на себи садржавали делове текстова свих библијских књига, осим оне о Естер, који су старији од свих осталих познатих јеврејских библијских записа. Оваква велика старост свитака одмах је наметнула два велика питања. Прво је било оно о првобитним власницима тих списа, а друго да ли ће ти оригинални текстови открити неке до тада непознате податке који нису укључени у коначну верзију Библије.
Према свим проверавањима може се закључити да су свици припадали одвојеној религијској заједници која се држала по страни од осталих. Почетком 68. године у кумранско подручје долази војска римског генерала Веспазијана како би угушила јеврејску побуну, па се с правом може претпоставити да су управо тада свици били сакривени у пећине.